# ژرژ میشل
ژرژ میشل (فرانسوی: Georges Michel‎; ۲۹ آوریل ۱۸۹۸ – ۱۱ ژوئن ۱۹۲۸) بازیکن فوتبال اهل بلژیک بود.
وی همچنین در تیم ملی فوتبال بلژیک بازی کرده‌است.